# Giro di Lombardia 1924
Il Giro di Lombardia 1924, ventesima edizione della corsa, si disputò il 9 novembre 1924 su un percorso totale di 250,4 km e fu vinto dall'italiano Giovanni Brunero, che terminò la corsa con il tempo di 8h38'23" ad una media di 28,957 km/h.

## Resoconto degli eventi
La partenza avvenne a Milano da viale Monza alle 6:00 con 59 corridori al via. Superati in modo tranquillo i primi chilometri a Onno attaccò Michele Robotti, questi rimase solo al comando finché un allora sconosciuto Alfredo Binda, alla sua prima competizione su suolo italiano, si lanciò al contrattacco sulla salita del Ghisallo, Binda superò Robotti a 300 metri dalla vetta e scollinò per primo vincendo il premio di 500 lire messo in palio dalla Gazzetta dello Sport che lo aveva spinto ad iscriversi alla corsa. "Rialzatosi sui pedali" in discesa Binda fu raggiunto da Giovanni Brunero, quest'ultimo dopo la rampa di Viggiù, approfittando della sosta di Binda per cambiare il rapporto scattò in modo deciso. Sul Brinzio il vantaggio di Brunero era di 7'40", mentre alle sue spalle si era formato un terzetto composto da Binda, Girardengo e Linari. La situazione rimase invariata e dopo 94 km di fuga solitaria Brunero tagliò il traguardo posto nel Velodromo Sempione di Milano.

## Ordine d'arrivo (Top 10)
| Pos. | Corridore           | Squadra      | Tempo     |
| ---- | ------------------- | ------------ | --------- |
| 1    | Giovanni Brunero    | Legnano      | 11h04'15" |
| 2    | Costante Girardengo | Maino        | a 7'44"   |
| 3    | Pietro Linari       | Legnano      | s.t.      |
| 4    | Alfredo Binda       | La Française | s.t.      |
| 5    | Ezio Cortesia       | Indipendente | a 13'19"  |
| 6    | Gaetano Belloni     | Legnano      | a 18'01"  |
| 7    | Pietro Bestetti     | Maino        | s.t.      |
| 8    | Michele Robotti     | Indipendente | s.t.      |
| 9    | Adriano Zanaga      | Legnano      | s.t.      |
| 10   | Alfredo Dinale      | Gloria       | s.t.      |